# Орехов, Трофим Филиппович
Трофим Филиппович Орехов (1916—1943) — младший сержант Рабоче-крестьянской Красной Армии, участник Великой Отечественной войны, Герой Советского Союза (1943).

## Биография
Трофим Орехов родился 16 января 1916 года в селе Быстрецы (ныне — Тимский район Курской области). После окончания начальной школы работал сначала в колхозе, затем на железной дороге. В 1941 году Орехов был призван на службу в Рабоче-крестьянскую Красную Армию и направлен на фронт Великой Отечественной войны.
К сентябрю 1943 года младший сержант Трофим Орехов был наводчиком 1-й миномётной роты 835-го стрелкового полка 237-й стрелковой дивизии 40-й армии Воронежского фронта. Отличился во время битвы за Днепр. В ночь с 23 на 24 сентября 1943 года Орехов в составе передовой группы переправился через Днепр в районе села Гребени Кагарлыкского района Киевской области Украинской ССР и принял активное участие в боях за захват и удержание плацдарма на его западном берегу, лично уничтожив автомашину и два пулемёта. В октябре 1943 года пропал без вести.
Указом Президиума Верховного Совета СССР от 23 октября 1943 года младший сержант Трофим Орехов посмертно был удостоен высокого звания Героя Советского Союза. Также посмертно был награждён орденом Ленина.